# Eobrolgus spinosus
Eobrolgus spinosus är en kräftdjursart som först beskrevs av Edward Morell Holmes 1903.  Eobrolgus spinosus ingår i släktet Eobrolgus och familjen Phoxocephalidae. Inga underarter finns listade i Catalogue of Life.